# Gottfried Knapp
Gottfried Knapp (* 1942 in Stuttgart) ist ein deutscher Kunstkritiker und Autor.

## Leben und Wirken
Gottfried Knapp studierte an den Universitäten Tübingen und München. 1972 wurde er in München mit der Arbeit Groteske, Phantastik, Humor und die Entstehung der polyphonen Schreibweise in Achim von Arnims erzählender Dichtung zum Dr. phil. promoviert. Anschließend arbeitete er zunächst als freier Autor und seit 1974 als Feuilletonist, Kunstkritiker und Redakteur für Architektur bei der Süddeutschen Zeitung in München. 
Gottfried Knapp ist seit 2009 ordentliches Mitglied der Bayerischen Akademie der Schönen Künste.

## Auszeichnungen
- 2008: Wilhelm-Hausenstein-Ehrung für Verdienste um kulturelle Vermittlung[2]

## Schriften
Gottfried Knapp hat über 100 Essays und monografische Texte zu Themen der Architektur, des Städtebaus und der bildenden Künste verfasst sowie mehrere Bücher herausgegeben. 1995 schrieb er das Drehbuch zu dem Zeichentrickfilm Ludwig & Richard, der unter der Regie von Dieter Olaf Klama realisiert wurde.
- Mac Zimmermann. Oeuvre 1931–1982. Texte von Gottfried Knapp.  Dürr, München 1983, ISBN 3-923635-01-X.
- Helmut Pfeuffer. Trauma und Drama. Retrospektive 1960–1985. Museum Villa Stuck, München, 21. März – 5. Mai 1985. Prestel, München 1985, ISBN 3-7913-0715-0.
- Engel. Eine himmlische Komödie. Prestel, München, New York 1995, ISBN 3-7913-1474-2.
- (Hrsg.): Betz Architekten. Wasmuth, Tübingen 1997, ISBN 3-8030-0170-6.
- 2000 Jahre Geistes Gegenwart. Bilder von Dieter Olaf Klama, Texte von Gottfried Knapp. Schnell und Steiner, Regensburg 1999, ISBN 3-7954-1263-3.
- Ein Theater für den König. Josephine Barbarinos Musical-Theater Neuschwanstein. Schnell und Steiner, Regensburg 2001, ISBN 3-7954-1414-8.
- Stephan Braunfels – Pinakothek der Moderne München. Architekturfotografien von Ulrich Schwarz. Prestel, München 2002, ISBN 3-7913-2831-X.
- Teufel, Teufel ... Prestel, München 2003, ISBN 3-7913-2865-4.
- mit Andreas Strobl, Kurt Benning: Kurt Benning, Nachrichten von gestern. Klinger, Passau 2004, ISBN 3-932949-30-7.
- Johann Kräftner (Hrsg.): Ein Haus für die Künste. Das Gartenpalais in der Rossau. Texte von Gottfried Knapp. Prestel, München u. a. 2004, ISBN 3-7913-3138-8.
- mit Maria Baumann, Jutta Dresken-Weiland: Nele Ströbel, offene Mauern. Bischöfliches Ordinariat Regensburg, Regensburg 2008, ISBN 978-3-00-025017-0.
- (Hrsg.): Yongbo Zhao: Das große Lachen/Hearty Laughter. Prestel, München 2008, ISBN 978-3-7913-4033-3.